# 松浦友久
松浦 友久（まつうら ともひさ、1935年9月17日 - 2002年9月26日）は、日本の古典中国文学者。専攻は漢文学史、唐詩・日中比較詩学。

## 来歴
静岡県浜松市出身。1952年、松浦家と養子縁組を結び、これ以降は松浦姓を名乗る。1958年、早稲田大学第一文学部国文学専修卒業、1938年、早稲田大学大学院文学研究科博士課程（国文学科）単位取得。1965年、早稲田大学文学部専任講師、1968年、同助教授、1975年、同教授。1978年、『李白研究 抒情の構造』で、文学博士の学位を取得。
2002年9月26日、早稲田大学文学部教授在職中に悪性リンパ腫のため死去。没後に著作選が刊行された。

## 著書
- 李白 詩と心象 社会思想社・現代教養文庫 1970／社会思想社 1984
- 李白研究 抒情の構造 三省堂 1976
- 唐詩の旅 黄河篇 現代教養文庫 1980.3
- 詩語の諸相 唐詩ノート 研文出版 1981.4
- 唐詩 心のリズム 社会思想社 1984.5
- 中国詩歌原論 比較詩学の主題に即して 大修館書店 1986.4
- リズムの美学 日中詩歌論 明治書院 1991.3
- 李白伝記論 客寓の詩想 研文出版 1994.9
- 『万葉集』という名の双関語 日中詩学ノート 大修館書店 1995.4
- 詩歌三国志 新潮選書 1998.10
- 漢詩 美の在りか 岩波新書 2002.1
- 中国詩文の言語学 対句・声調・教学 研文出版 2003.9 (著作選 1)
- 陶淵明・白居易論 抒情と説理 研文出版 2004.6 (著作選 2)
- 日本上代漢詩文論考 研文出版 2004.10 (著作選 3)
- 中国古典詩学への道 研文出版 2005.5 (著作選 4)

## 共編著
- 漢詩の解釈と鑑賞 唐詩を中心に 村山吉廣共著 有精堂出版 1968.5 (国文解釈と鑑賞叢書)
- 中国の名詩鑑賞 6 中唐 田口暢穂共編 明治書院 1976
- わかる国語I・II漢文 松原朗共著 三省堂 1987.1 (ビーコン基礎)
- 中国の都城 2 長安・洛陽物語 悠久たり王城の地 植木久行共著 集英社 1987.7
- 唐詩解釈辞典 校注 大修館書店 1987.11
- はじめて読む唐詩 5-6 田口暢穂共編 明治書院 1998
- 漢詩の事典（編著）植木久行・宇野直人・松原朗著 大修館書店 1999.1
- 唐詩解釈辞典 続 大修館書店 2001.4